# 西纳·洛桑旦贝坚赞
西纳·洛桑旦贝坚赞（藏語：བལོ་བཟང་བསྟན་པའི་རྒྱལ་མཚན，威利转写：blo bzang bstan pa'i rgyal mtshan；1938年1月—2018年5月31日），男，藏族，青海贵德人，第二十七世（计追认；不计追认为第六世）西纳活佛。

## 生平
西纳生于贵德县罗汉堂（郭密佐那）地方。1944年，被认定为塔尔寺第27世西纳活佛，同年被迎请到塔尔寺西纳活佛院坐床。19岁受比丘戒。他在显密经论方面造诣很高，尤其擅长黑白算学。1958年到1960年，在青海省皮毛被服厂劳动。1961年到1978年，在青海省湟中县马场乡黑马沟村劳动。1979年返回塔尔寺。1993年后，历任湟中县人大常委会副主任，塔尔寺民管会主任，青海省佛教协会副会长、会长，青海省政协副主席，第十届全国政协常委。
1992年12月5日，中华人民共和国国务院副总理田纪云一行到塔尔寺视察。塔尔寺的阿嘉活佛、西纳活佛、杨嘉活佛、夏格日活佛向田纪云副总理献哈达，阿嘉活佛汇报了塔尔寺以寺养寺、文物保护方面的工作，青海省副省长蔡竹林就塔尔寺自办养寺企业进行了说明。
他是塔尔寺密宗院的创建者。2006年时，正在担任全国政协常务委员、中国佛教协会理事、青海省政协副主席、青海省佛教协会会长、西宁市佛教协会会长、湟中县人大副主任、塔尔寺民管会主任等职务。2006年10月19日，他在中共福建省委办公厅、厦门市政协、厦门市民宗局、厦门市佛教协会有关领导的陪同下，来到南普陀寺访问，受到南普陀方丈释则悟等人的接待。
1979年塔尔寺恢复开放后，成立民管会，先后由却西·洛藏华丹隆柔嘉措、阿嘉·洛桑图旦·久美嘉措、西纳·洛桑旦贝坚赞担任民管会主任。2007年4月，宗康·昂旺华旦丹贝坚赞当选为塔尔寺民管会主任，接替了西纳·洛桑旦贝坚赞。
2018年5月31日，西纳·洛桑旦贝坚赞在青海省西宁市圆寂，享年81岁。